# Viburnum odoratissimum
Viburnum odoratissimum är en desmeknoppsväxtart som beskrevs av Ker-gawl. Viburnum odoratissimum ingår i släktet olvonsläktet, och familjen desmeknoppsväxter. Utöver nominatformen finns också underarten V. o. awabuki.

## Bildgalleri

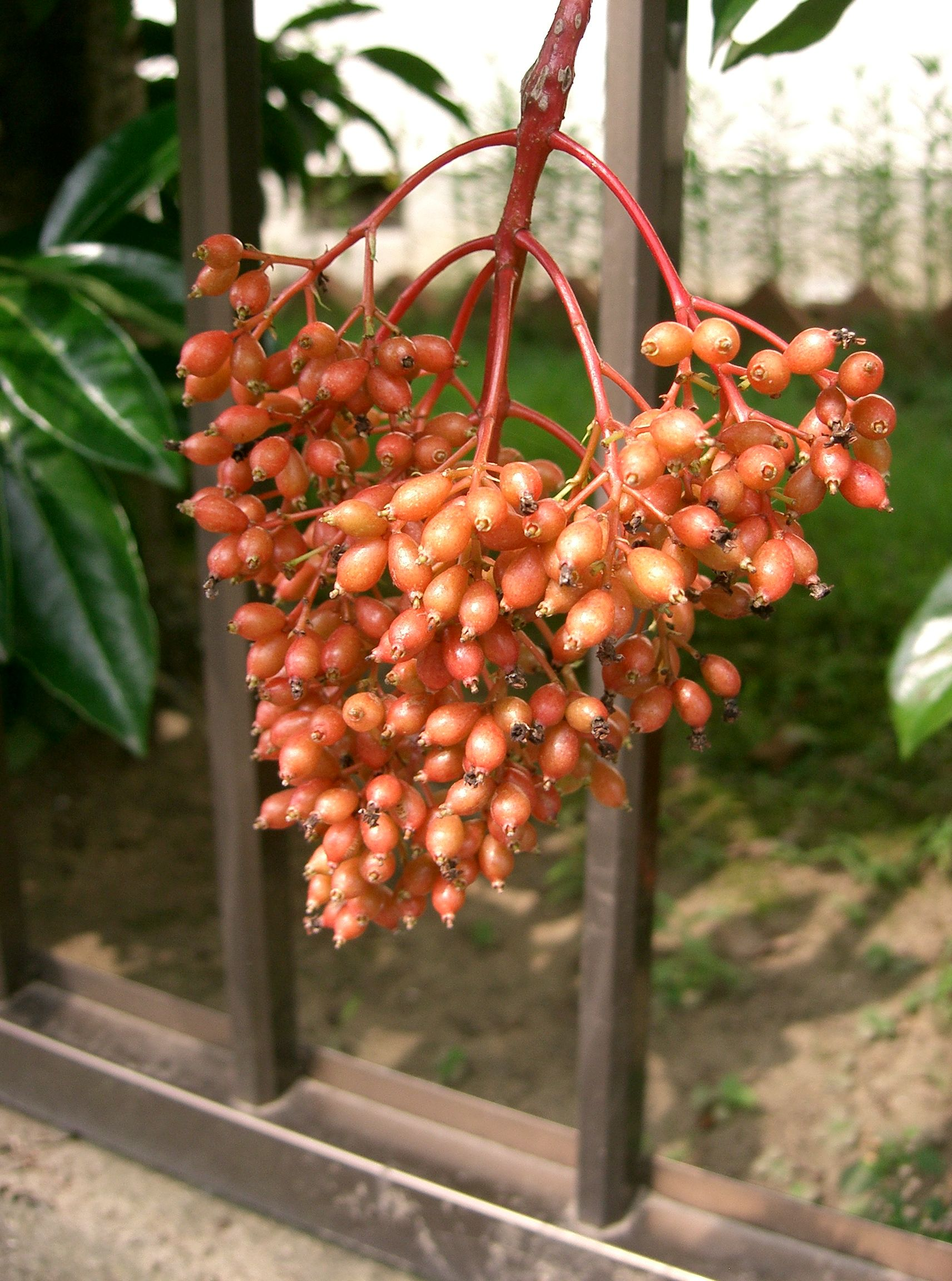